# Khankhuuluu
Khankhuuluu – rodzaj teropoda z nadrodziny tyranozauroidów żyjącego ok. 86 mln lat temu w wczesnej kredzie na terenach współczesnej Mongolii.  
Ważący ok. 750 kg Khankhuuluu stanowił najbliższego znanego przodka wszystkich tyranozaurów. Został opisany w 2025 r. w oparciu o dwa szkielety z muzeum Uniwersytetu w Calgary odkopane w latach 1972–1973 z osadów w formacji Bayanshiree. Początkowo przypisana przez Altangerela Perle do gatunku Alectrosaurus olseni. Ma wczesne stadia ewolucyjne cech, które były kluczowe dla tyranozaurów, w tym anatomię czaszki i zapewnia nowe spojrzenie na pochodzenie i ewolucję eutyranozaurów. Azjatyckie tyranozauroidy podobne do Khankhuuluu rozproszyły się do Ameryki Północnej, dając początek Eutyrannosauria w połowie późnej kredy, przy czym w późnej kredzie część z nich wróciła do Azji, gdzie wyodrębniły się Alioramini i Tyrannosaurini. 
Gatunkiem typowym był Khankhuuluu mongoliensis gen. et sp. nov.